# Kudwiny
Kudwiny (niem. Kudwinnen) – przysiółek osady Gęsie Góry w Polsce, położony w województwie warmińsko-mazurskim, w powiecie kętrzyńskim, w gminie Barciany. Wchodzi w skład sołectwa Gęsie Góry.
W latach 1975–1998 przysiółek administracyjnie należał do województwa olsztyńskiego.

## Historia
W roku 1973 Kudwiny były sołectwem do którego należały wsie: Gęsie Góry i Kudwiny.